# Cabizuela
Cabizuela es un municipio y localidad española perteneciente a la provincia de Ávila, en la comunidad autónoma de Castilla y León. Forma parte de la comarca tradicional de La Moraña. En 2017 contaba con una población de 94 habitantes (49 hombres y 47 mujeres).

## Geografía
La localidad de Cabizuela está situada a 42 km de la capital provincial y a 128 km de Madrid. Su término tiene una extensión de 53 km², y se encuentra a una altitud de 885 m sobre el nivel del mar. Se trata de una típica población morañega, enclavada en una extensa llanura arenosa, salpicada de pinares y quebrada por el río Arevalillo. La localidad está situada a una altitud de 884 m s. n. m.
| Noroeste: Cabezas de Alambre | Norte: Pedro-Rodríguez  | Noreste: El Bohodón  |
| Oeste: Papatrigo             |                         | Este: El Bohodón     |
| Suroeste: Papatrigo          | Sur: El Oso y Riocabado | Sureste: San Pascual |

### Urbanismo

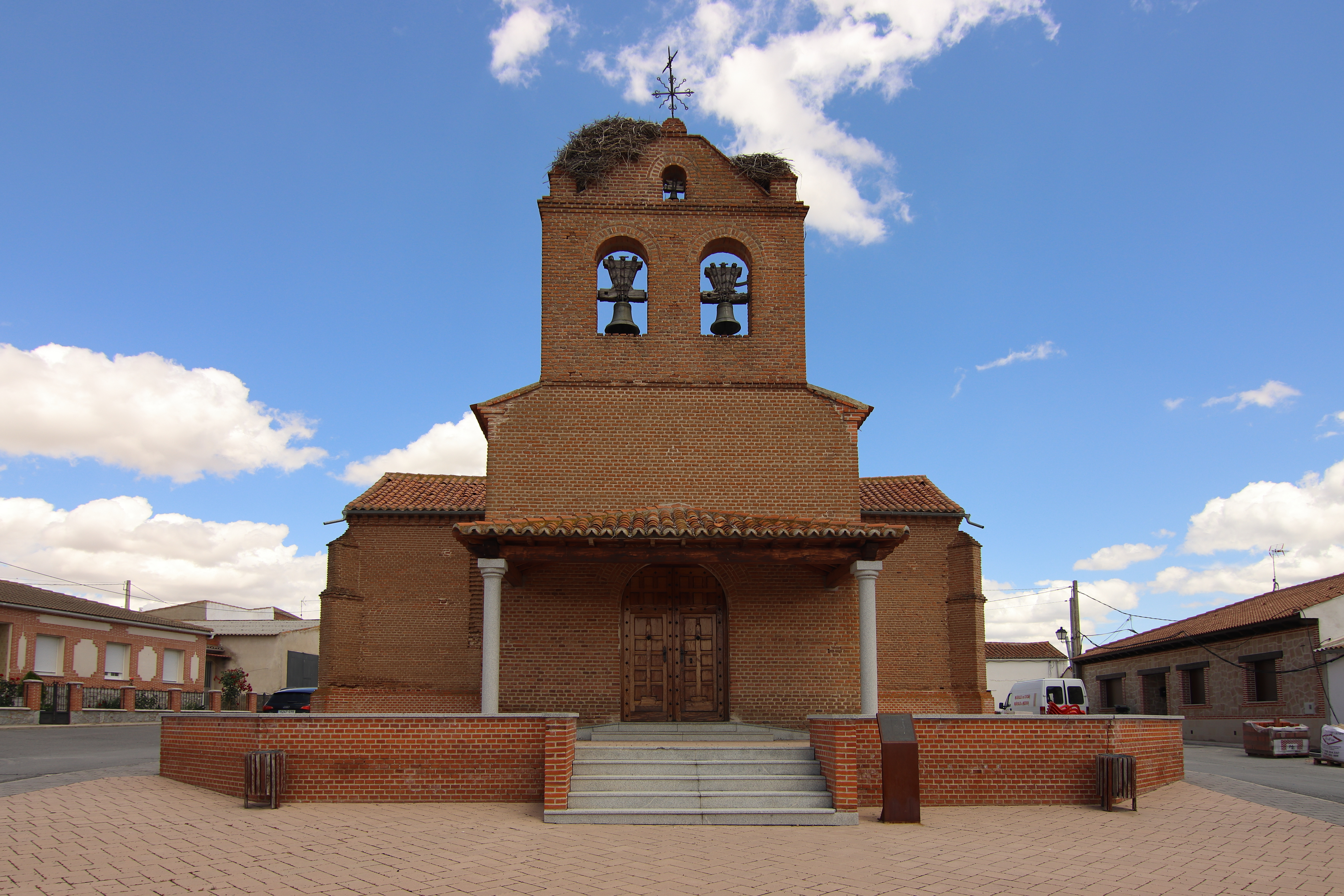
Iglesia de San Cristóbal

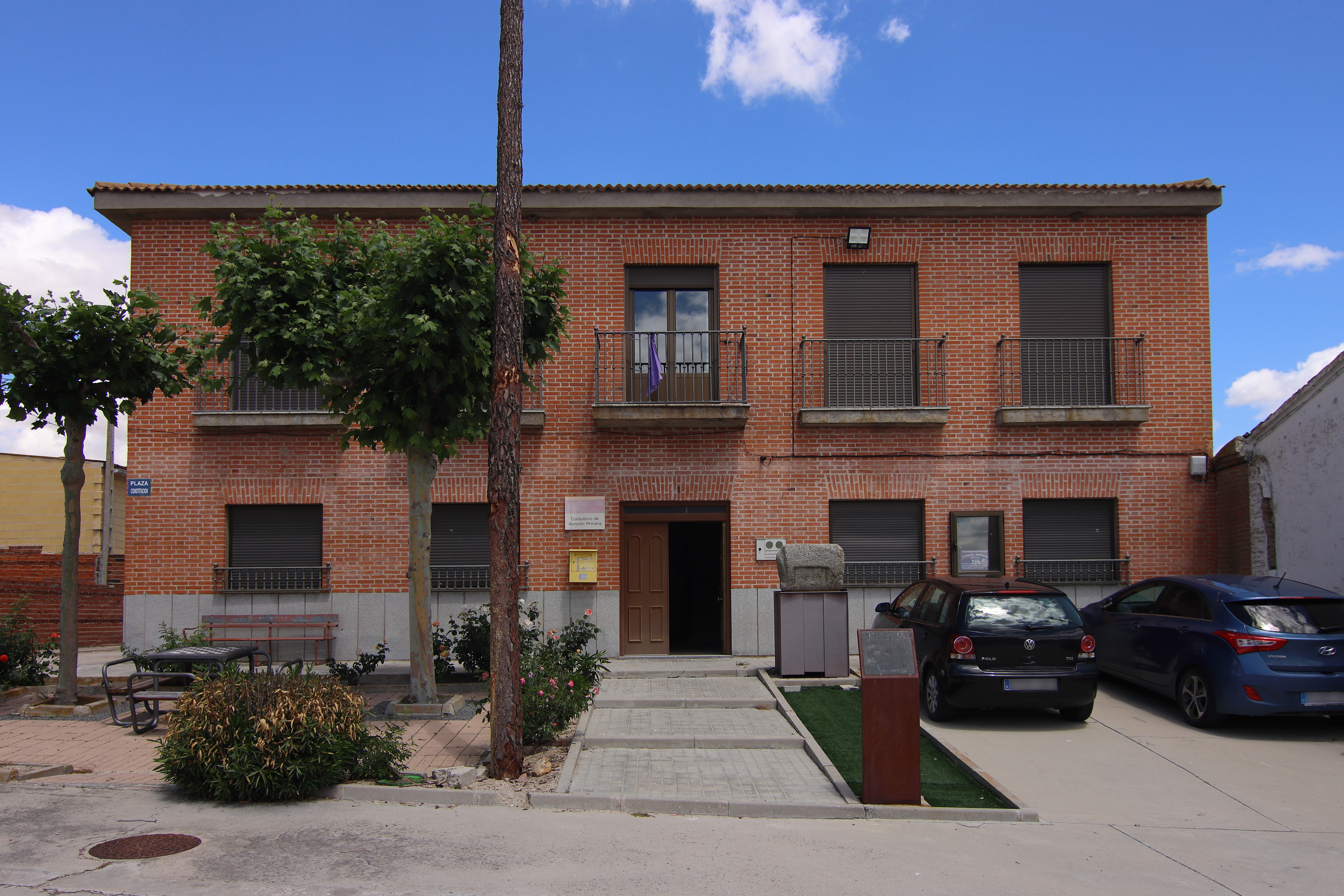
Casa consistorial

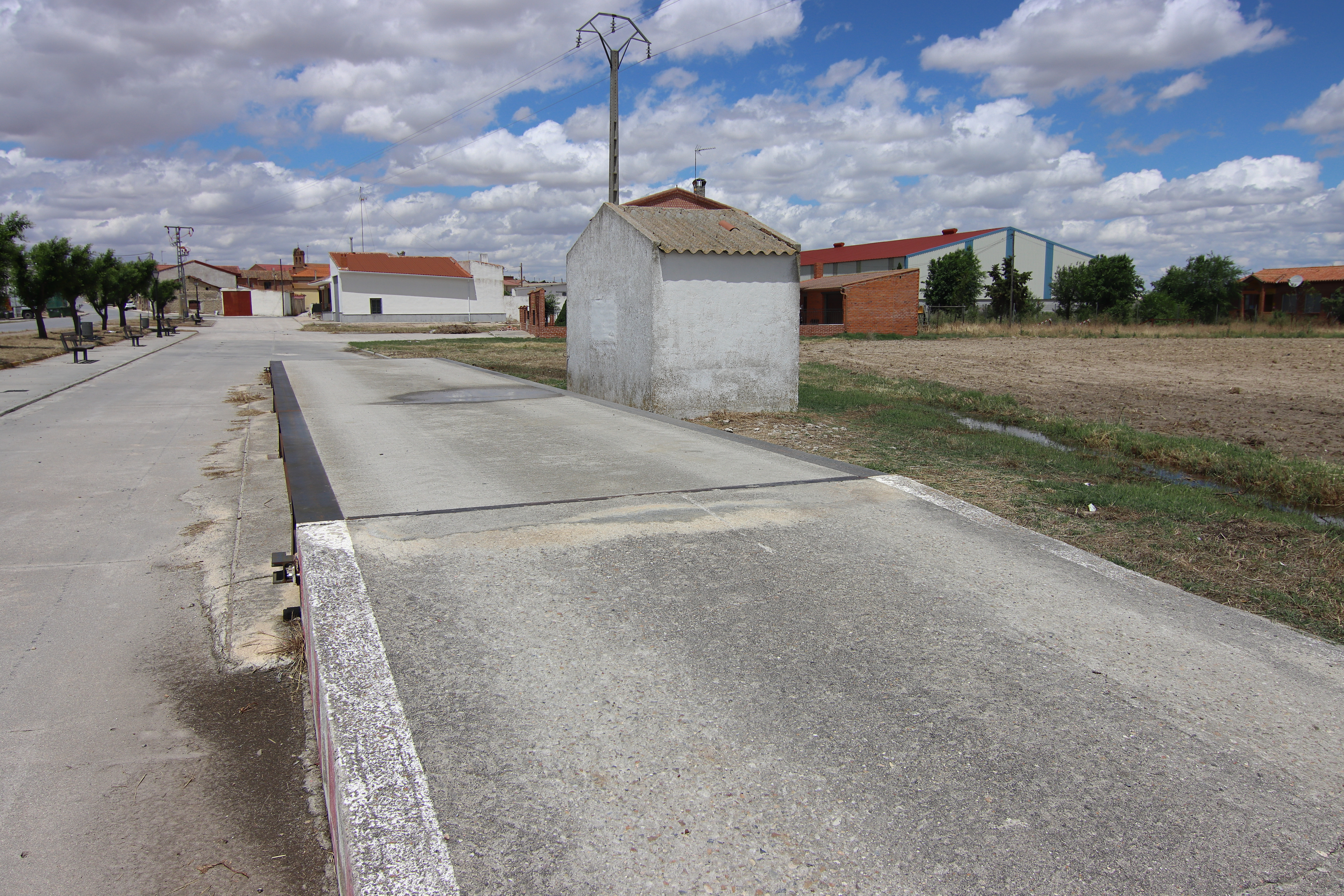
Báscula puente

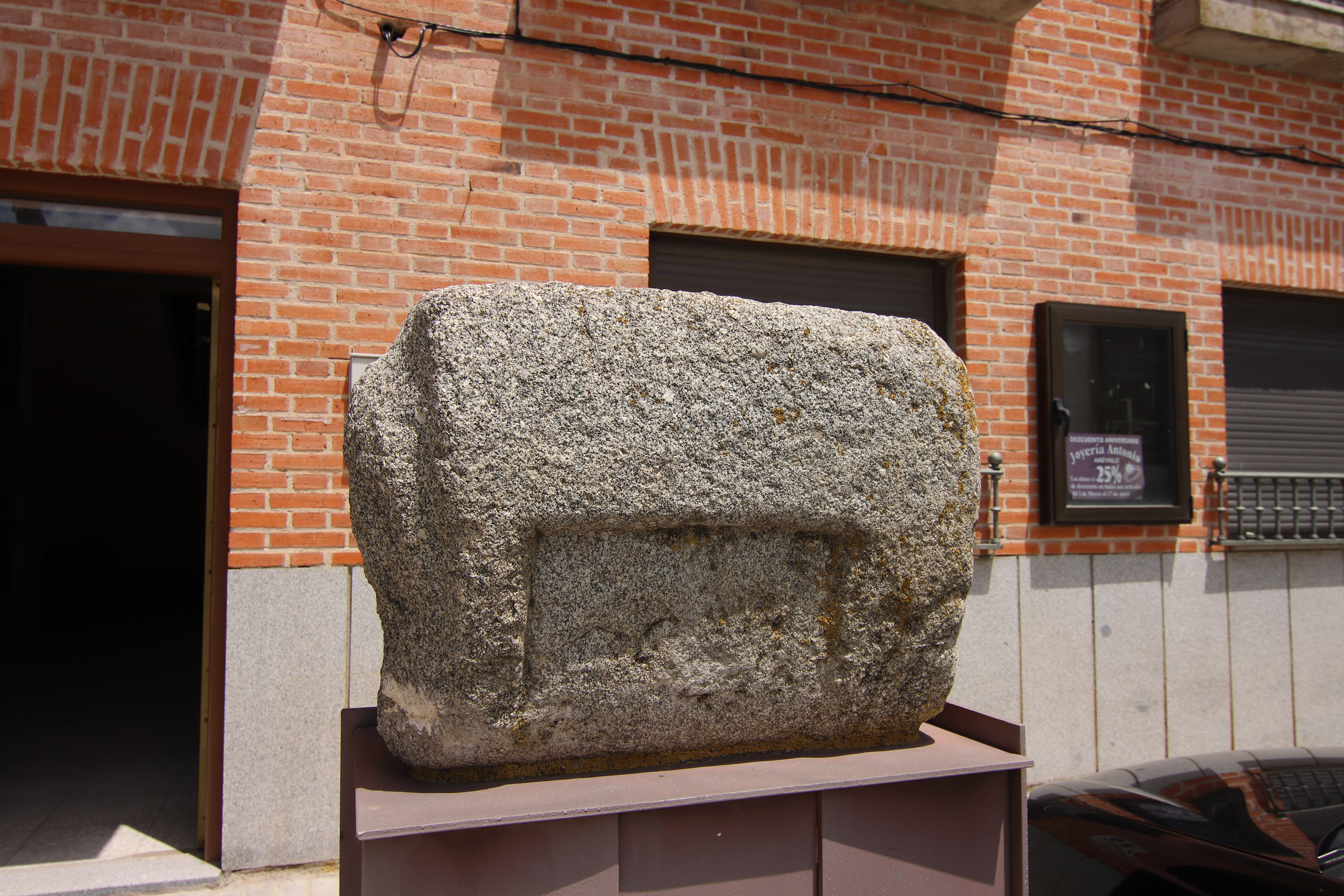
Elemento funerario romano, escultura de cerdo

El emplazamiento geográfico de esta localidad no es tan obvio como para haber recibido un topónimo que haga referencia a su emplazamiento en un alto, colina o cabeza pero hay que considerar las modificaciones en el paisaje natural a lo largo de los siglos de ocupación. 
Cabizuela es una pequeña localidad que no ha sufrido grandes transformaciones en su morfología urbana, conservando su planta concentrada de aspecto casi circular.
La trama de sus calles no responde más que al propio crecimiento del casco urbano y su articulación en torno a estas vías. Tan solo el trazado de la carretera local que atraviesa de sureste a noroeste y que fuera con anterioridad una calzada utilizada por las caballerías, ha llevado a que algunas casas se hayan ubicado en torno a este acceso.
Las zonas aledañas a la iglesia deberían ser preservadas en su aspecto por su singularidad y por encontrarse allí algunas de las edificaciones más interesantes con las dos tipologías de casas más extendidas: de una planta y sobrado con fábricas de adobe ocultas por el encalado y las de dos plantas con fachada de ladrillo. En algunas de las calles que parten de este ámbito urbano también existen viviendas de una planta de aspecto tradicional.

## Historia
Los hallazgos arqueológicos del Inventario Arqueológico de Ávila, permiten sin duda alguna hablar de los primeros asentamientos (Villares y Galindos) en el término municipal de Cabizuela en la Edad de Bronce, englobados en la cultura denominada Cogotas I, con su posterior evolución a Cogotas II. En algunos estudios se sitúa a Cabizuela como frontera Norte del pueblo celta vetón.
En el término municipal de Cabizuela existían varias lagunas como las del Cañizal, el Pico, el Cerro Hoyo y el Prado Ancho. Hoy solamente existe la laguna del Cerro Hoyo también denominada laguna de Salgüero (del sauce), que tiene una barro jabonoso que se utilizaba antiguamente para fregar, ya que no había detergentes.
Los despoblados de Cabizuela de los que se tiene noticia son: los Galindos, los Villares, Santiago de Quemadilla y la Verrendilla. 
El despoblado de Galindos es el de más trascendencia histórica. Hoy en día es una parte importante del término municipal la que conserva este nombre. Muchos recordarán haber visto de niños algunos restos de lo que se decía que había sido una ermita. Se trataba de la ermita en la que se conservaba la imagen de Nuestra Señora de Galindos, actualmente en la iglesia parroquial.
Existe una peana junto al camino de Papatrigo y Riocabado, que constata la existencia del despoblado de Galindos, al que el Catastro de Ensenada hace referencia con población y vida propia. Hasta esta peana llegaba, a veces, la procesión de la Galinda y la de unas rogativas litúrgicas.
Los Villares es una demarcación concreta del término. Como testimonio de su existencia aún se pueden encontrar alizares o cantos grandes que sirvieron de cimientos para las viviendas que allí hubo.
La Verrendilla era un poblado no ligado al río Arevalillo, algunas personas mayores dicen recordar la existencia de escombros de algunas de las viviendas que allí existieron.
Del despoblado de Santiago de la Quemadilla se sabe que cerca de la zona conocida como El Reguero, había tierras a las que llamaba anteriormente Quemadilla.

## Demografía
Cabizuela cuenta con una población de 88 habitantes (INE 2024).
| Gráfica de evolución demográfica de Cabizuela entre 1842 y 2021 |
| |
| Población de derecho según los censos de población del INE. Población de hecho según los censos de población del INE.En estos censos se denominaba Cabezuela: 1842. |

Los datos de la pirámide de población de 2022 se pueden resumir así:
- La población menor de 20 años es el 8,24 % del total.
- La comprendida entre 20-40 años es el 21,18 %.
- La comprendida entre 40-60 años es el 24,71 %.
- La mayor de 60 años es el 45,88 %.

## Patrimonio
La iglesia
La iglesia está construida, al menos en cuanto al ábside se refiere, sobre los cimientos de otra anterior, como puede observarse en el costado noroccidental del mismo. 
La iglesia es una construcción relativamente moderna, de finales del siglo XIX o principios del XX. 
Su planta es de cruz latina con testero plano. La aplicación del ladrillo en esta edificación imita en ocasiones al mudéjar, por lo que podríamos hablar aquí de un estilo neomudéjar.
El interior del templo se ornamenta con obras artísticas contemporáneas a la edificación del mismo, excepto alguna talla exenta que es de época anterior.
Tenemos algunos datos curiosos sobre el retablo mayor de la anterior iglesia. El retablo le dora Manuel Helguera pero en 1708 tiene problemas con las autoridades del pueblo, ya que el alcalde se opuso a que lo efectuase él en vez de otro artista, Miguel de Romanillos, que también pujaba en la licitación abierta. Ante el descontento por lo efectuado por el artista, le fue embargado el caballo.
La obra más destacable es la talla románica de la Virgen de Galindos o La Galinda, que representa a María Santísima sedente, con el Niño Jesús en sus rodillas y sosteniendo en la mano derecha la bola del mundo.